# Kurgankultur
Als Kurgankultur (nach russisch курга́н kurgán ‚Grabhügel‘) werden verschiedene neolithische und kupferzeitliche Kulturen Ost- und Mitteleuropas zusammengefasst, deren Gemeinsamkeit in Bestattungen unter großen, aus Erde oder Steinen aufgeschütteten Grabhügeln besteht. Der von Marija Gimbutas geprägte Begriff ist mit einer Urheimat und Ausbreitung der Indogermanen verbunden, die besonders auf Vorarbeiten zur darin zentralen Steppentheorie aufbaut, die die Urheimat der Indogermanen in der Pontischen Steppe nordöstlich des Schwarzen Meeres verortet.

## Ursprung der Steppentheorie

### Vor Gimbutas
Bereits im 19. Jahrhundert wurde die Urheimat der Indogermanen in den pontischen Steppen angesiedelt, namentlich von Forschern wie Theodor Benfey (1869), Victor Hehn (1870), Otto Schrader (1883, 1890), Theodor Pösche (1886), und auch Karl Brugmann neigte dazu. Mit dem Rassentheoretiker Karl Penka (1883), der in der Nachfolge dann von Gelehrten wie Hermann Hirt, Gustaf Kossinna, Franz Specht, Julius Pokorny, John Loewenthal unterstützt wurde, setzte in Mittel- und Nordeuropa jedoch eine unseriöse völkisch-nationalistische Gegenströmung ein, die die indogermanische Urheimat in Deutschland oder Skandinavien verortete, deren Einwohner folglich über „rassische Überlegenheit“ gegenüber anderen Völkern verfügen würden, so dass dieses völkisch-nationalistische Lager auch die Begriffe germanisch und indogermanisch fälschlich miteinander gleichsetzte, wie auch die Begriffe germanisch und arisch. Demgegenüber ist heute bekannt, dass die asiatischen Arier bzw. Indoiraner und Indoarier zwar ein Teil der Indogermanen als Nachfahren der Kurgankultur waren, mit den viel später in Europa auftauchenden, ebenfalls von den Kurgan abstammenden Germanen aber nicht näher verwandt waren als über die gemeinsame indogermanische Sprachfamilie.
Beide Lager, die Vertreter der seriösen Steppen- sowie der völkischen Nordeuropatheorie, betonten bereits im 19. Jahrhundert rudimentäre Spuren möglicher, linguistisch, archäologisch sowie über vergleichende Religionswissenschaft erschließbarer vorindogermanischer matriarchaler Fruchtbarkeitskulte in Europa, die ab dem Auftreten indogermanischer Kulturen verdrängt oder zumindest nachhaltig marginalisiert worden seien. Hierbei ging jedoch das völkisch-nationalistische Lager, das die indogermanische Urheimat in Mittel- bzw. Nordeuropa verortete, eher davon aus, diese matriarchalen Rudimente als vermeintlichen „altgermanischen Mutterkult“ als genuin indogermanisch, folglich in der indogermanischen Protohistorie weniger marginalisiert und erst durch die Einführung des Christentums nachhaltig verdrängt anzusehen, als das die Steppentheorie vertretende Lager tat, das im Gegensatz dazu die Theorie formulierte, das Patriarchat mitsamt seiner Abwertung matriarchaler Fruchtbarkeitskulte sei primär durch die indogermanische Einwanderung in Europa eingeführt worden. Ebenfalls zählte auch der offensichtliche Gegensatz zwischen agrarisch-sesshaften bzw. teils seefahrenden und kriegerisch-nomadischen Elementen in indoeuropäischen Kulturen bereits lange vor Gimbutas zu den wichtigen Forschungsfeldern der Indogermanistik und der indogermanischen vergleichenden Religionswissenschaft (s. dazu die Arbeiten u. a. Georges Dumézils).
Im 20. Jahrhundert wurde die Steppentheorie besonders vom marxistischen Archäologen Vere Gordon Childe sowie dem deutschen Prähistoriker Ernst Wahle weiterentwickelt. Wahle war wiederum Doktorvater des litauischen Archäologen Jonas Puzinas, des Doktorvaters von Marija Gimbutas.

### Bei Marija Gimbutas
Der 1956 durch Gimbutas im Rahmen ihrer Zusammenfassung dieser älteren Forschungen zur Steppentheorie geprägte Begriff der Kurgankultur bezog sich bei ihr zunächst auf die Diskussion einer Urheimat der indogermanischen Sprachen. Später verband Gimbutas die Hypothese der ethnischen Einheitlichkeit dieser Kulturen zunehmend mit Vorstellungen zur Einführung patriarchaler Strukturen in Europa.
Der Oberbegriff „Kurgankultur“ wird im archäologischen und sprachwissenschaftlichen Diskurs bis heute verwendet. Die Kurgan-Hypothese von Marija Gimbutas war und ist umstritten, dies trifft aber auf alle Hypothesen zur indogermanischen Urheimat zu. Heute ist die aus der Kurgan-Hypothese umformulierte Steppen-These das dominante Modell der Indogermanisierung Europas.

## Überblick
Die litauisch-amerikanische Archäologin Marija Gimbutas führte 1956 die Bezeichnung „Kurgantradition“ als Oberbegriff für die halbnomadischen, runde Hügelgräber bauenden Völker ein, nach ihrem auffälligsten Merkmal, den riesigen Kurganen (nach russisch-tatarisch kurgán ‚Grabhügel‘), in denen eine ausgewählte Gruppe von Toten mit zahlreichen Grabbeigaben bestattet wurde. Diese Kulturen werden gewöhnlich als „Ockergrabkultur“ und „Grubengrabkultur“ (bzw. mittlerweile auch oft als Jamnaja-Kultur) bezeichnet, was Gimbutas nicht prägnant genug erschien.
Die Ockergrab- bzw. Kurgankultur ist gekennzeichnet durch Einzelbestattung in Grabgruben (später Holzkammern), über die ein Grabhügel (Kurgan) aufgeworfen wurde. Die Gräber enthalten Einstreuungen von Ocker. Da die für Steppenvölker typischen Gräber auch in Mittel- und Südosteuropa auftauchen, werden sie von Gimbutas zum Beweis ihrer Kurgan-Hypothese herangezogen. In einer Reihe von Gräbern, zuerst bei der Maikop- und Novotitarovskaja-Kultur, fanden sich Wagen oder Räder als Beigaben sowie Äxte aus Stein oder Kupfer. Die Skelette in den späteren Erdgräbern lagen entweder ausgestreckt oder in Hockerhaltung auf dem Rücken.
Von vielen Archäologen werden Begriffe wie „Kurganvolk“ und „Kurgankultur“ jedoch abgelehnt, da sie nach ihrer Meinung den kulturellen Verschiedenheiten und Entwicklungen innerhalb eines weiträumigen Gebietes während einer Dauer von rund 2000 Jahren nicht gerecht werden und einen so nicht bestehenden Kontext suggerieren. Die meisten Archäologen, besonders in Russland, verwenden den Begriff Kurgankultur nicht, sondern unterteilen den entsprechenden Zeitabschnitt in verschiedene regionale, zeitlich begrenzte Kulturen, die in der nebenstehenden Grafik unter „Kupfersteinzeit“ (außer Glaskowo) zu finden sind.
Der Begriff „Kurganhypothese“ bezeichnet die Vorstellung, diese Region sei Urheimat der Sprecher der gemein-indogermanischen Grundsprache. Diese Hypothese wird mittlerweile von den meisten Prähistorikern und Sprachwissenschaftlern positiv beurteilt.

## Entstehung nach Gimbutas
Die sogenannte Kurgankultur entstand vom 5. bis 3. Jahrtausend v. Chr. während der Austrocknung der Steppengebiete in Südrussland, die sich damals zwischen Dnepr, Siwerskyj Donez, Don und Wolga nördlich über das Kaspische Meer hinaus bis zum Ural erstreckten. Durch Trockensteppebildung, östlich des Kaspischen Meeres auch Wüstenbildung, und die daraus resultierenden Hungersnöte waren die Träger der Kurgankultur zu Wanderungen in westlichere, regenreichere Gebiete gezwungen. Von diesem Zeitpunkt an, als die Völker nördlich des Schwarzen Meeres unterworfen bzw. verdrängt waren, also etwa ab 4500 v. Chr., werden die vermuteten halbnomadischen Eroberer von Gimbutas als „Kurganvölker“ bezeichnet.

## Lebensweise
Die Kurgankultur steht nach Gimbutas im Gegensatz zur Gesellschaft des sogenannten Alteuropas, also der neolithischen und äneolithischen Kulturen Europas, die friedfertig, sesshaft und matriarchal organisiert gewesen sein sollen. Die Kurganvölker dagegen gehörten einer kriegerischen, patriarchalen und hierarchischen Kultur an, die ihre Toten in Erdgruben mit zelt- oder hüttenartigen, von einem Stein- oder Erdhügel bedeckten Kammern bestattete. Diese halbnomadischen Völker lebten jahreszeitlich bedingt vorübergehend in halb unterirdischen Grubenhäusern und betrieben in den festen Siedlungen einen jahreszeitlichen Ackerbau, der in geringerem Maße, aber kontinuierlich betrieben wurde. Den übrigen Teil des Jahres zogen sie mit den Viehherden auf schweren von Ochsen gezogenen Wagen in den Süden und lebten dort von Weidewirtschaft. Wagengräber, also Wagen als Grabbeigabe für die Verstorbenen, waren häufig. Die Kurgankultur war die erste Kultur einer ganzen Reihe archäologischer Kulturen, die ihre Verstorbenen in Grabhügeln (Kurganen) bestatteten. Diese Tradition hielt sich in den eurasischen Steppen noch bis um die Zeitenwende bei den Reitervölkern der Skythen und nahestehender Stämme, verschwand danach aber. Im Gegensatz zu späteren Kulturen waren die Einrichtung der Grabkammer und die Beigaben noch relativ einfach. Oft war es nur eine einfache Grube (russisch: Jama), auf die der Name der Teilkultur der Jamnaja-Kultur zurückgeht.
Unter den Grabfunden Südosteuropas finden sich bis etwa 4300 v. Chr., abgesehen von Gerätschaften zur Jagd, keine Waffen. Außerdem gibt es angeblich keine Hinweise auf Befestigungen von Siedlungen. Deshalb waren laut Gimbutas die friedfertigen Ackerbauern eine leichte Beute für die wandernden Gruppen der Kurgankultur, die sie überrannten. Die Eindringlinge waren mit Stich- und Hiebwaffen ausgerüstet: mit langen Dolchen, Speeren, Lanzen, Pfeilen und den typischen Kurgan-Bögen aus Holz. Untersuchungen der Kurgane ergaben, dass nur ein Teil der Männer Waffen ins Jenseits mitbekam, während in Kurganen späterer Reiternomaden alle Männergräber und viele Frauengräber Waffen enthielten.

## Wanderungen in Wellen

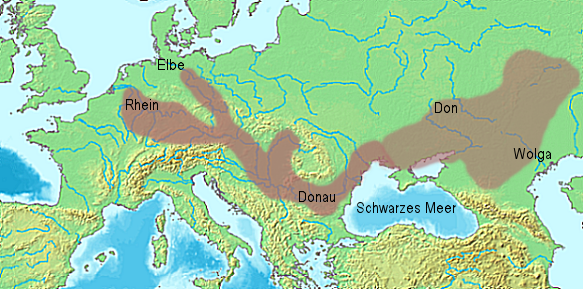
Angeblicher Vorstoß der Kurganvölker nach Ostmitteleuropa in der Zeit zwischen 4300 und 3500 v. Chr.

Als Projektleiterin von fünf großen Ausgrabungen in Südosteuropa und nach intensiven Studien eines weiten Spektrums von archäologischen Originalberichten und linguistischen Forschungen glaubte Gimbutas seit 1977 nachweisen zu können, dass die Indogermanen das „Alteuropa“ der Kupferzeit, d. h. das vorurindogermanische jungsteinzeitliche Europa, infiltriert hatten.
Die verschiedenen Kurgankulturen mit einer patriarchalen Herrschaftsstruktur, die aus einem König oder Fürsten, einem Adelsrat und freien Männern bestand, wanderten demnach aus der Steppenregion des nördlichen Schwarzmeer- und des unteren Wolga-Gebiets, wahrscheinlich aus klimatischen Gründen während einer Trockenperiode, aus. Sie zogen gen Westen nach Europa (vgl. Badener Kultur, Schnurkeramik-Kultur und Trichterbecherkultur), gen Südwesten nach Anatolien, gen Südosten – allerdings erst ab ca. 2000 v. Chr. – in den heutigen Iran und das heutige Indien (vgl. Andronowo-Kultur und indoiranische Sprachen), gen Nordwesten in das Baltikum und nach Osteuropa und gen Osten in die südrussischen und kasachischen Steppen bis in den Altai und nach Tuwa (vgl. Afanasjewo-Kultur, die wahrscheinlich von Zuwanderern aus der Jamnaja-Kultur begründet wurde), später von dort ins Tarimbecken (vgl. Tocharer).
Die Ankunft des Kurgan-Volks, das Gimbutas mit dem indoeuropäischen Urvolk identifiziert, brachte eine Überschichtung der alteingesessenen neolithischen Bevölkerung mit sich, die gravierende gesellschaftliche Folgen hatte. So änderten sich die Grabsitten; so wich z. B. im Norden die Kollektivbestattung in Megalithgräbern der Einzelbestattung, wobei man in den Gräbern Hockerstellung und Ockereinstreuungen findet, wie sie in Steppengräbern Südrusslands und Zentralasiens gebräuchlich waren. Der gesellschaftliche Umbruch schlägt sich ebenfalls in der Sachkultur nieder, d. h., es finden sich Streit- und Bootsäxte (vgl. Bootaxtkultur), schnurverzierte Keramik und andere Beigaben, die auf eine Herkunft aus Südosteuropa schließen lassen. Dieser Umbruch, der, abgesehen von der Iberischen Halbinsel und Westfrankreich, ganz Europa erfasst, ist nach Gimbutas gleichzusetzen mit Europas Indoeuropäisierung. Ausgedehnte Brandhorizonte im Donauraum, die ab 4400 v. Chr. fassbar sind, und in Griechenland und Troja (ab 2200 v. Chr.) deuten in die gleiche Richtung. Ferner führt Marija Gimbutas auch die Domestizierung des Pferdes ins Feld, das von den Steppenvölkern gezähmt wurde, und erstmals innerhalb der neolithischen europäischen Bauernkulturen auftaucht. In der Hippologie ist allerdings umstritten, ob zu jener Zeit Pferde schon so weit domestiziert waren, dass sie geritten werden konnten.

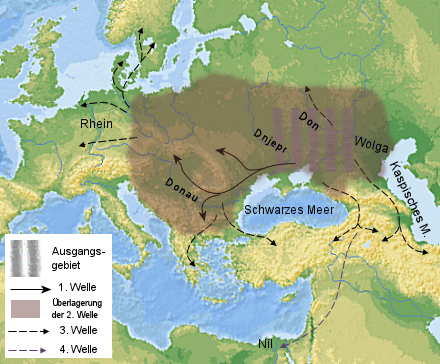
Ausbreitung der Kurgankultur

Als Folge langer Dürreperioden, die moderne Geologen erst jüngst durch das Ende des bis dahin unbekannten ostmediterranen Monsuns von 7000 bis etwa 4500 v. Chr. erklären konnten, schwappten die Kurganeinflüsse in drei Wellen auf die Gebiete des Alteuropa über:
- Phase I um 4400–4300 v. Chr.
- Phase II um 3500 v. Chr.
- Phase III unmittelbar nach 3000 v. Chr.
- Eine vierte Welle stieß ca. 2500–2200 v. Chr. ins Niltal vor.

Diese Gimbutas-Chronologie bezieht sich nicht auf die Entwicklung einer einzigen Kulturgruppe, sondern auf eine Reihe von Steppenvölkern mit einer gemeinsamen Tradition, die sich über sehr weite Zeiträume und Gebiete ausdehnte. (Lit.: Gimbutas, 1996)

### Kurgan I
Die Völker der sogenannten Kurgan-I-Gruppe stammten aus der Wolgasteppe und entflohen der Trockenheit nach Westen, in den Westteil der heutigen Ukraine, weiter bis zu den Mündungen der Flüsse Dnister und Donau und dann flussaufwärts dem Unterlauf dieser beiden Flüsse folgend.
Die russischen Archäologen bezeichnen Kurgan I als Frühe Jamna-Kultur (für 'Grube' im Kurgan, im Unterschied zur späteren, seitlich vom Schacht angelegten 'Katakombe').

### Kurgan II
Die kulturell höher entwickelten sogenannten Kurgan-II-Völker folgten erst rund 1000 Jahre später. Sie hatten ihren Ursprung nördlich des Schwarzen Meeres (das auf Griechisch Pontos Euxeinos heißt, daher „pontisch“) im nordpontischen Gebiet zwischen dem Unterlauf des Dnister und dem Kaukasusgebirge, wo sie ihre Herden auf den weiten Steppen weideten. Aber neue Dürre, gekoppelt mit starkem Zuwachs ihrer Herden, trieb die dort lebenden Menschen weiter nach Westen, Nordwesten, Norden und Südosten. Fast die ganze Balkanhalbinsel, Ungarn, Österreich, das östliche Deutschland bis zur Elbe, Polen und das mittlere Russland, aber auch das Gebiet nördlich des Kaukasus wurden nun von indoeuropäischen Gruppen besiedelt.
Die russische Archäologie bezeichnet Kurgan II als „Michajlowka I“ oder Maikop-Kultur.

### Kurgan III
Die Wanderungsbewegungen wurden diesmal für kürzere Zeit unterbrochen: Schon um 3000 v. Chr. begann die sogenannte Kurgan-III-Phase, wiederum von der Wolgasteppe aus. Sie dauerte 200 Jahre. Diese indoeuropäischen Zuzügler verstärkten die schon einige Generationen früher nach Mitteleuropa gezogenen Migranten. Damit wurde das Gebiet von sogenannten Kurgan-Abkömmlingen insbesondere nach Westen erweitert, bis jenseits des Rheins, nach Norden bis Skandinavien und ins nördliche Russland. Auch in die Gebiete um die Ägäis (Griechenland, West-Anatolien) sowie die Länder südlich des Kaukasus (Georgien, Armenien, Aserbaidschan, Ost- und Mittel-Anatolien, und den nördlichen Iran) seien die Einwandergruppen jetzt vorgedrungen.
Schmoeckel und Wolf versichern, sogenannte Kurgangruppen seien bis nach Syrien, Palästina und Ägypten vorgedrungen (Lit.: Schmoeckel, 1999).
Kurgan III wird in der russischen Archäologie als „spätes Jamna“ bezeichnet (s. o.).

## Wirtschaftsweise
Die Mobilität der Kurganvölker basierte auf der Domestizierung des Pferdes in dieser Region sowie auf der Haltung von Rindern, Schafen und Ziegen und – am Rand des Waldgürtels – auch auf Schweinehaltung. Pferde waren den Ackerbauern des Alteuropa zwar nicht unbekannt; sie wurden aber nicht domestiziert. Auch Weidewirtschaft und Viehzucht, die es seit mehr als 13.000 Jahren gibt, führten zum Übergang von den matriarchalen Gesellschaften zum waffenbewehrten Patriarchat. Auch wenn der genaue Zeitpunkt dieses Prozesses bisher nur schwer festzulegen ist, vollzog er sich mit Sicherheit vor 4000 v. Chr.
Archäologische Funde, untermauert durch eine vergleichende indogermanische Sprach- und Mythologieforschung, sprächen für eine die kulturellen Grundfesten erschütternde Kollision zweier Ideologien, Gesellschaftssysteme und Wirtschaftsformen. Durch diesen Zusammenprall der Kulturen veränderte sich nach Gimbutas’ Hypothese das Alteuropa und in der späteren europäischen Vorgeschichte und Geschichte gingen vorindogermanische und indogermanische Elemente ineinander über. Beispielsweise blieben in Sprache und Mythologie starke nichtindogermanische Elemente erhalten.

## Bestattungssitten und Weltbild
Rundhügelgräber in Moldawien, Südrumänien und Ostungarn legen ein breites Zeugnis für die Wanderungen der Kurganvölker ab. Die frühesten Kurgangräber in Moldawien werden auf etwa 4300 v. Chr. datiert.
Im krassen Gegensatz zum ausgeglichenen Verhältnis zwischen männlichen und weiblichen Bestattungen auf den zeitgleichen Friedhöfen des Alteuropa waren die Kurgangräber fast ausschließlich für männliche Leichname ausgelegt. Während zu dieser Zeit im Alteuropa einfache Erdgruben üblich waren, bedeckten die Kurganstämme ihre Gräber mit einem Erd- oder Steinhügel und bestatteten darin ausschließlich ihre „Krieger“-Fürsten zusammen mit deren bevorzugtem Kriegswerkzeug, dem Speer, Pfeil und Bogen und dem Feuersteindolch oder Langmesser.

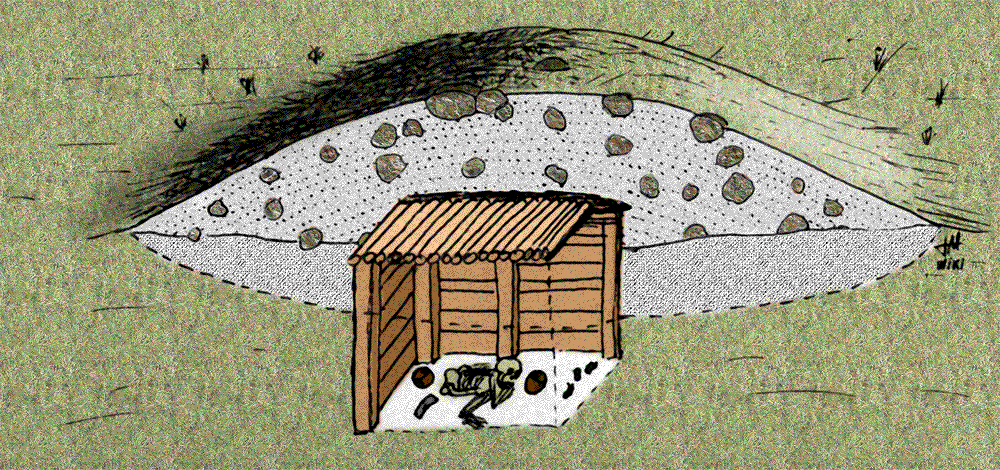
Querschnitt durch einen frühen Kurgan mit halb unterirdischer Grabkammer

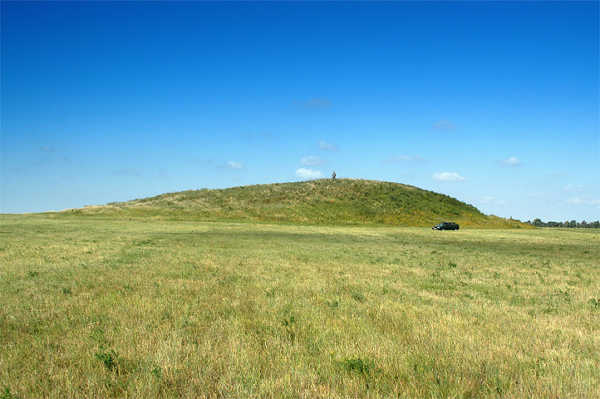
Ein Kurgan in der Steppe

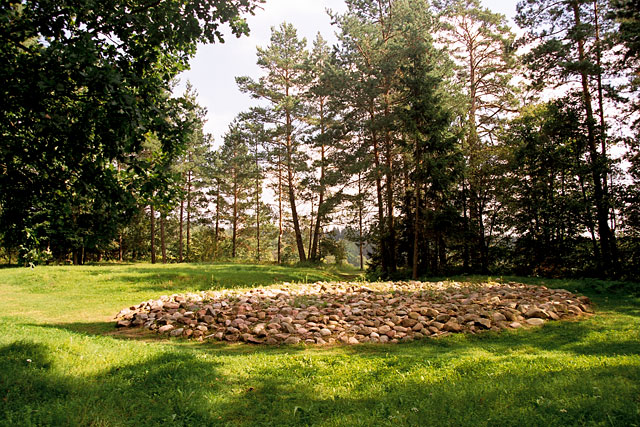
Kurgan in der Nähe von Suwałki, Polen. Wenn ein Grabhügel durch Bodenerosion oder menschliche Einwirkung abgetragen wurde, bleiben oft die Steine zurück.

Die Grabfunde enthüllen zwei Charakteristika des indogermanischen Weltbildes, wie sie sich in Ostmitteleuropa zum ersten Mal in den beiden Grabstätten Suworowo (am Nordrand des Donaudeltas) und Casimcea (Donautal) manifestierten. Die Fundorte bezeugen, dass die sogenannten Kurganvölker das Pferd als heiliges Tier verehrten (was sich durchaus mit den vom Permafrost konservierten Hügelgräbern der Skythen am Altai vergleichen lässt) und dass die Frau oder Gefährtin eines Stammeshäuptlings nach dessen Tod geopfert wurde.
Angebliche Bevölkerungsverschiebungen im alten Mitteleuropa nach Norden und Nordwesten weisen indirekt auf eine Katastrophe von so gewaltigem Ausmaß hin, dass sie für Gimbutas nicht mit klimatischen Veränderungen oder Epidemien erklärbar sind (für die ohnehin aus der zweiten Hälfte des 5. Jahrtausends v. Chr. keinerlei Hinweise vorliegen). Dagegen ist angeblich belegt, dass berittene Krieger in diese Landstriche einfielen, nicht nur durch die Funde von Hügelgräbern, die für einen einzigen Mann angelegt waren, sondern weil zu diesem Zeitpunkt ein ganzer Komplex von gesellschaftlichen Zügen hervortrat, der für die Kurgankultur charakteristisch war: Höhensiedlungen, Haltung von Pferden, eine auf Weidewirtschaft ausgerichtete Ökonomie, Hinweise auf Gewaltbereitschaft und Patriarchat sowie religiöse Symbole, die auf einen Sonnenkult hinweisen. Radiokarbondaten siedeln diese Periode zwischen 4400 und 3900 v. Chr. an.
Im Gegensatz zu den massiven, oberirdisch gebauten Langhäusern der vorhergehenden Zeitspanne entstehen die kleinen Trichterbecherhäuser. Sie enthalten Keramik, die mit in Furchenstichtechnik angebrachten Sonnensymbolen, Fischgräten- und Stichmustern verziert sind. Die eindrucksvollsten Höhensiedlungen stammen aus der Salzmünder Kultur, einer Untergruppe der Trichterbecherkultur, die in die erste Hälfte des 4. Jahrtausends v. Chr. datiert wird. Eine solche Siedlung liegt auf einer Hochfläche bei Halle an der Saale. Höhensiedlungen sind an der höchsten Stelle der Umgebung erbaut und von zwei oder drei Seiten durch Wasser oder steile Felshänge auf natürliche Weise geschützt. Auf der Dölauer Heide wurden fünf kleine rechteckige Häuser, deren Wände aus je drei Holzpfosten mit Füllungen aus lehmbeworfenem Flechtwerk bestanden, freigelegt. In der gleichen Region wurden etwa zwanzig Erdhügel ausgegraben; jeder von ihnen enthielt ein zentrales Grab in einer Vertiefung unter der Erdoberfläche und einen gewöhnlich aus Steinblöcken erbauten Totenschrein. Aus dieser Phase gibt es Hinweise auf Gewalttätigkeiten – Anzeichen dafür, dass Menschen mit Speeren oder Äxten getötet wurden –, die sich auch in den nächsten Jahrtausenden fortsetzten. Man fand Gräber mit Skelettresten von Frauen, Männern und Kindern in wüstem Durcheinander. Auch in Ostirland und Mittelengland steht das glockenbecherzeitliche Auftauchen von Grabmonumenten für einzelne Personen um die Mitte des 4. Jahrtausends v. Chr. in extremem Gegensatz zur vorhergehenden Tradition der Gruppenbestattungen.

## Das Ende von „Alteuropa“
Die Veränderungen der materiellen Kultur in Teilen Mitteleuropas um 4000 v. Chr. wird von Gimbutas als Kurganisierung infolge der ersten Kurganwelle bezeichnet. Marija Gimbutas beschreibt die Sozialstruktur der Ackerbau treibenden Zivilisation dieser Teile Alteuropas als matristisch, also egalitär, matrilinear und matrilokal.
Um 4000 v. Chr. herum gab es im wirtschaftlichen Bereich einen Wandel zu einer Mischökonomie aus Ackerbau und Weidewirtschaft und im sozialen Bereich zu einer patriarchalen Klassengesellschaft, die als „erfolgreicher Indoeuropäisierungsprozess“ (Lit.: Gimbutas, 1996) bezeichnet wurde. Die Viehhaltung (nicht nomadische Viehzucht) spielte eine zunehmend wichtigere Rolle als der Ackerbau. Die Veränderung der Sozialstruktur, Religion und Ökonomie war keine langsame einheimische Entwicklung, sondern das Aufeinanderprallen und die allmähliche Vermischung zweier Gesellschaftssysteme mit vollkommen gegensätzlichen Weltbildern.
Nicht das gesamte Mitteleuropa wurde in der ersten Welle der Eindringlinge kurganisiert, fest steht jedoch, dass in dem größten Teil des Donaubeckens damals befestigte Höhensiedlungen errichtet wurden. Es dauerte viele Generationen, bis die Traditionen des gesamten Alteuropa nach und nach von der Kurgankultur verdrängt waren.

## Jüngere Diskussionen und Erkenntnisse
Die Kurganhypothese von Marija Gimbutas ist aus den verschiedensten Gründen umstritten, genauso wie alle anderen Hypothesen zur indogermanischen Urheimat. Diskutiert wird in der Archäologie, ob die Kurgankulturen wirklich Hirtennomaden waren, welche Rolle das Reiten oder Reiterkrieger bei der angenommenen Expansion der Kurganleute nach Südost- und Mitteleuropa gespielt haben können und ob es genügend Belege für eine Einwanderung von Kurganleuten als mögliche Sprecher des Indogermanischen gibt. Ebenso werden sprachwissenschaftliche und genetische Belege für die vermutete Wanderungsbewegung diskutiert.

### Archäologie

#### Hirten-Nomaden

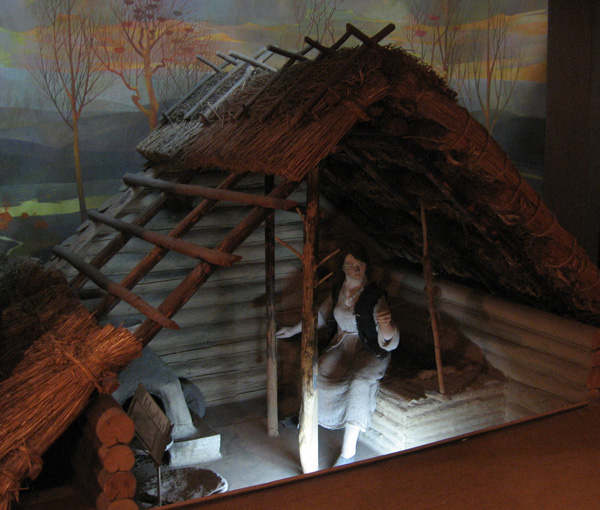
Rekonstruiertes Grubenhaus der bronzezeitlichen Srubna-Kultur

In frühen Veröffentlichungen bezeichnete Marija Gimbutas die Menschen der Kurgankulturen der kupfersteinzeitlichen Steppenregion als nomadische Viehzüchter der Schwarzmeersteppen (engl.: „nomadic pastoralists of the Pontic steppes“). Bereits früh hielten Archäologen dem entgegen, dass von allen Steppenkulturen der Kupfersteinzeit und der Bronzezeit feste Siedlungen ausgegraben und untersucht wurden, was einem Lebensstil als reine Nomaden widerspricht. Diese Siedlungen befanden sich oft am Rand der nördlichen Wälder oder in den Flusstälern, wo mit dem vorhandenen Wasser, das in der offenen Steppe fehlt, Ackerbau möglich war und meist auch betrieben wurde. Die Häuser dieser Siedlungen waren oft halbunterirdische Grubenhäuser, eine Anpassung an das Kontinentalklima mit sehr kalten Wintern und heißen Sommern, denn sie waren im Winter leichter beheizbar und im Sommer kühler. In einigen Kulturen waren die Grubenhäuser nur kleine Lehmhütten mit Schilfdach, in anderen große Gemeinschaftshäuser, die die Wohnbereiche mehrerer Familien und Ställe unter einem Dach vereinten (z. B. Andronowo-Kultur). Diese Siedlungen wurden aber nur einen Teil des Jahres bewohnt. Im Winter wanderten die Bewohner mit ihren Viehherden aus Schafen, Rindern und Pferden in die offene Steppe oder entlang der Flüsse weit nach Süden Richtung Schwarzes Meer und kampierten wie Nomaden in Zelten. Diesen Lebensstil des jahreszeitlichen Wechsels zwischen Sesshaftigkeit und Nomadismus bezeichnet man als Halbnomadismus. Unter den Bedingungen der Steppe konnten so wesentlich mehr Menschen ernährt werden als mit einem nur sesshaften Lebensstil als Ackerbauern. Pflanzliche Nahrung aus dem Ackerbau spielte eine untergeordnete Rolle. In späteren Veröffentlichungen korrigierte Gimbutas deshalb ihre Charakterisierung und bezeichnete die Kurgankulturen als halbnomadische Kulturen (engl.: „semi-nomadic cultures“). Erst in der eisenzeitlichen Kultur der Skythen und verwandter Stämme im 2./1. Jahrtausend v. Chr. – kurz danach und parallel auch viel weiter westlich die Kimmerer – wurden die Siedlungen meistens aufgegeben und die Steppenbewohner wurden zu reinen Nomaden.

#### Pferdedomestikation und Reiterkrieger
Gimbutas bezeichnete die Menschen der sogenannten Kurgankultur als Reiterkrieger (engl.: „mounted warriors“), deren Mobilität auf der Domestizierung der Pferde beruhen soll.

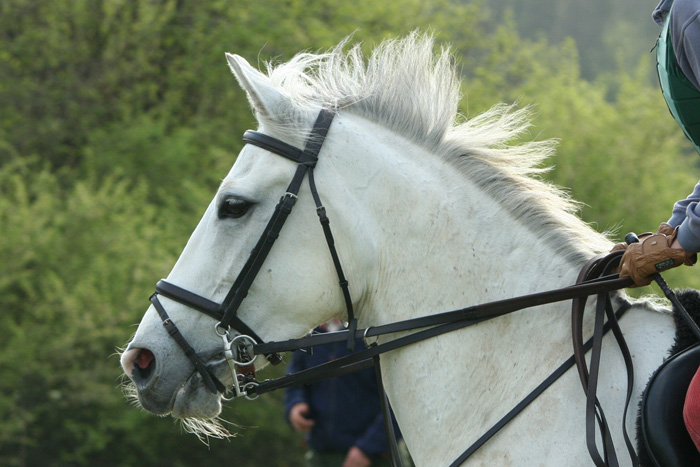
Reitpferd mit Trense

Seit den 1980er Jahren hielten Archäologen und Hippologen dem entgegen, dass dieser Lebensstil nur nach der Erfindung der Trensenknebel möglich ist, der Zugstangen, die durch einen Druck auf die vorderen Backenzähne des Pferdes eine genaue Richtungslenkung ermöglichen. In frühen Kulturen gibt es Darstellungen von Pferden als Zugtiere, mit Schlingen am Kopf, einem Geschirr im Brustbereich oder auch Nasenringen. Experten sind sich einig, dass Zugpferde so mit der Peitsche einigermaßen lenkbar waren. Bei einem einzelnen Reiter ist der Zügel zu schwach, die irritierbaren Tiere genau lenken zu können. Der Übergang zum berittenen Lebensstil ist nur mit Erfindung der Trense möglich.

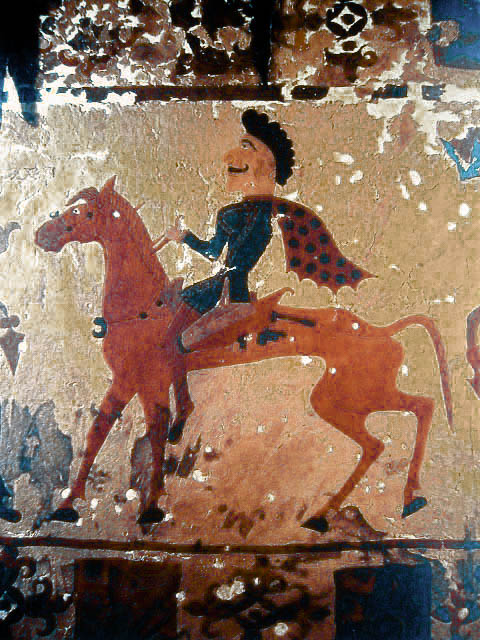
Darstellung eines Reiters aus der Pasyryk-Kultur mit Trense

Lange Zeit glaubte man, Trensen wären im Vorfeld der Pasyryk-Stufe im Altai um 1200 v. Chr. erfunden worden, weil dort Eisentrensen als früheste Grabbeigaben gefunden wurden und sich später über die eurasischen Steppen ausbreiteten. Dem stand entgegen, dass im Nahen Osten, in Mitanni um 1800 v. Chr., erste Darstellungen von Pferden mit Trensen auftauchen, die später in West- und Mittelasien und auch China und Ägypten häufiger werden.
Die Forschungen des amerikanischen Anthropologen David W. Anthony gemeinsam mit kasachischen, russischen und ukrainischen Archäologen haben nach früheren Vorarbeiten das Bild grundlegend revidiert.
Sie fanden in Fundplätzen der 3700–3100 v. Chr. zur Kupfersteinzeit im mittleren Nord-Kasachstan verbreiteten Botai-Kultur charakteristische Abriebspuren an den vorderen Backenzähnen von Pferdeskeletten, die die Verwendung von Trensen nachweisen. Da die Botai-Menschen noch keine Metallverarbeitung kannten, waren ihre Trensen wohl aus organischem Material und sind deshalb nicht erhalten. Auch die Menschen der Botai-Kultur lebten halbnomadisch, aber in gegensätzlichem Rhythmus zu anderen Kulturen. Sie überwinterten in festen Siedlungen, nomadisierten im Sommer und betrieben keinen Ackerbau. Grundlage ihrer Ernährung waren Fleisch und Milchprodukte von Pferden, die im Fundort Botai über 99 % der Knochenfunde, im Fundort Tersek über 60 % (der Rest Wildtierknochen) ausmachen und deren Herden sie nach Meinung einiger Forscher wie Anthony als Reiter hüteten. Daneben waren sie auch Jäger.

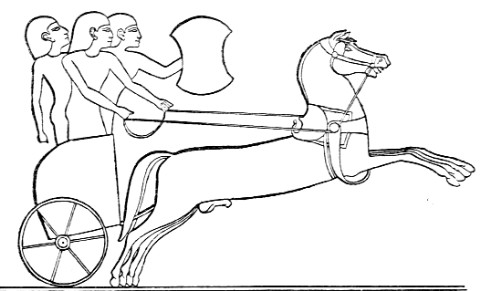
Ein hethitischer Streitwagen mit Trensenlenkung (ägyptische Darstellung)

Das Wissen um Trensen scheint sich auch in späteren Kulturen Kasachstans erhalten zu haben, wenn auch archäologische Nachweise fehlen. In der Sintashta-Kultur scheinen die Streitwagen erfunden worden zu sein, die sich von China bis Westeuropa und Ägypten ausbreiteten und deren Zugpferde oft mit Trense dargestellt werden. Allerdings war sowohl diese Kultur wie auch die folgende Andronowo-Kultur noch halbnomadisch; erst die späteren Skythen wurden Reiternomaden.
Bei weiteren kupfersteinzeitlichen Kulturen in den eurasischen Steppen wurden bisher weder eindeutige Trensen noch typische Abriebspuren an Pferdezähnen gefunden.
Ein Fund David Anthonys und des ukrainischen Forschers Dimitri Telehin Ende der 1980er Jahre in einer Siedlung in Derijiwka (ca. 250 Kilometer südlich von Kiew) war ein Pferdezahn, der Abnutzungsspuren zeigt, die durch eine Trense hervorgerufen wurden. Sie datierten diesen Zahn auf ca. 4000 v. Chr.
Diese Datierung erwies sich jedoch als falsch: AMS-Daten (OxA-7185, OxA-6577) zeigen, dass der Zahn aus der Eisenzeit um 700 v. Chr. stammt (Anthony/Brown 2000), während die Datierung der Siedlung selbst bestätigt werden konnte. Es wurde also ein Reitpferd von Skythen beerdigt und lag zufällig in der Umgebung eines viel älteren Fundplatzes.
Auch die Britin Marsha Levine findet keine eindeutigen Belege dafür, dass man Pferde vor Ende des 3. Jt. v. Chr. als Reit- oder Zugtiere nutzte. Als Zugtiere für Wagen wurden Rinder eingesetzt. Ihrem Argument, die Pferde seien wegen ihrer geringen Größe (Stockmaß 1,2–1,4 m; heute 1,6–1,75 m) zum Reiten ungeeignet gewesen, kann man aber entgegenhalten, dass rezente Ponyrassen wie Fjordpferde und Islandponies sehr wohl geritten werden, auch von Erwachsenen.
Pferdeknochen zeigen keine eindeutigen Spuren, wenn die Tiere geritten werden, daher ist die Datierung der Nutzung des Pferdes als Reittier schwierig. Sichere Belege für die Nutzung der Trense gibt es für die Menschen der Botai-Kultur (3600 bis 3000 v. Chr.). Pferdeknochen sind in Mitteleuropa seit der Bandkeramik belegt, aber erlegte Wildpferde sind von gezüchteten, aber noch nicht vollständig domestizierten Zuchtpferden nicht unterscheidbar. Anthony schlussfolgert, dass Hauspferde im eurasischen Steppenraum aus dem Europäischen Wildpferd domestiziert wurden, aber anfangs noch als Nutztiere und Fleischlieferanten. Sie seien jedoch mit hoher Wahrscheinlichkeit relativ früh auch geritten worden, denn es sei schwierig, Pferdeherden zu kontrollieren, wenn die Hirten nicht selbst beritten seien. Pferdefleisch machte aber um 4200 v. Chr. auch bei den westlichen Steppenkulturen einen beachtlichen Anteil der Nahrung aus. Zusammenfassend stellt Anthony fest: "Riding began in the Pontic-Caspian steppes before 3700 BCE, or before the Botai-Terek culture appeared in the Kazakh steppes. It may well have started before 4200 BCE." („Reiten begann in den pontisch-kaspischen Steppen vor 3700 v. Chr., oder bevor die Botai-Terek-Kultur erschien in den kasachischen Steppen. Es mag auch angefangen haben vor 4200 v. Chr.“)
Für westlichere Steppenkulturen und damit auch für die von Gimbutas vertretene Einwanderung nach Alteuropa zwischen 4500 und 3000 v. Chr. fehlen aber sichere Nachweise, dass Pferde geritten wurden. Anthony geht aber davon aus, dass die Jamnaja-Kultur und die Afanassjewo-Kultur nicht nur den Wagen, sondern auch das Reiten gekannt haben könnten.
Auch die Archäologie Mitteleuropas sucht nach Trensen und diskutiert einige Gegenstände aus Holz oder Hirschhorn, typische Spuren an Pferdezähnen, was ein Beweis wäre, wurden aber vor der Bronzezeit und damit deutlich nach der Westwanderung bisher nicht gefunden. Danach lassen sich Trensen sicher in diesen Regionen erst in der Bronzezeit, also nach Gimbutas’ Einwanderungen, nachweisen.
David Anthony hält es für wahrscheinlich, dass Pferde bereits um 4000 v. Chr. in Kriegen zwischen indoeuropäischen Klans eingesetzt wurden. Demnach können sie auch eine Rolle beim Niedergang Alteuropas gespielt haben. Allerdings darf man seiner Auffassung nach nicht den Fehler begehen, sich diese Krieger nach den archetypischen Bildern von marodierenden Reiternomaden späterer Zeit wie der Hunnen vorzustellen. Denn den Kompositbogen, der das Bogenschießen vom Pferderücken aus ermöglicht, gab es noch nicht. Auch die Taktik der Kavallerie, also des disziplinierten und koordinierten gemeinsamen Angriffs zahlreicher Pferde, war damals definitiv nicht bekannt. Wenn das Pferd bei der Eroberung Alteuropas eine Rolle spielte, dann diente es vor allem als schnelles und effektives Transportmittel für die Krieger, die aber vor dem eigentlichen Kampf abstiegen und zu Fuß kämpften. Wie archaische indoeuropäische Epen wie die Ilias zeigen, ging es den bronzezeitlichen Kriegern um persönlichen Ruhm und das Vollbringen von Heldentaten, während die Befehlshaber nicht sehr viel Macht besaßen. In einem Konflikt mit der weitgehend friedlichen Kultur Alteuropas mögen aber auch diese beschränkten militärischen Fähigkeiten für einen Sieg ausgereicht haben.

#### Bestattungssitten
Ein Einwand gegen die Hypothese von Marija Gimbutas ist, dass die Bestattungssitten sich in Europa auch vor und nach der sogenannten Kurganexpansion grundlegend verändert haben. Eine Kritik des Kurgan-Konzepts auf der Grundlage verschiedener verändernder Bestattungstraditionen findet sich u. a. bei Alexander Häusler. Häusler bezweifelt, dass die kupfersteinzeitliche Einwanderung aus den Steppen zur Badener Kultur, Schnurbandkeramik-Kultur und Trichterbecher-Kultur so überhaupt stattfand. Die kulturellen Veränderungen sind ihm zu groß, um wirklich von einer Migration auszugehen. Andere Forscher befürworten sie und verweisen auf die Ausbreitung von Streitäxten nach Mittel- und Osteuropa, der dominierenden Waffe der kupfersteinzeitlichen Kurganleute (vgl. Streitaxtleute), und auf ähnliche Keramik dieser Kulturen. Aktuell laufen einige Untersuchungen, z. B. durch Strontiumisotopenanalyse, die klären sollen, ob diese Migration anders nachweisbar ist.
Von David W. Anthony wird vor allem auf chronologische Lücken der kupferzeitlichen Besiedlung Südosteuropas eingegangen. Allerdings bestätigt er eine Einwanderung der Indoeuropäer aus der Steppe nach Südost- und später Mitteleuropa in einem Buch von 2007, die er aber ausdrücklich nicht als koordinierte militärische Invasion bezeichnet, sondern als Auswanderung von Stämmen, die die einheimische alteuropäische Bevölkerung aufgrund ihrer militärischen und ökonomischen Überlegenheit in ein Klientelverhältnis gezwungen und somit von sich abhängig gemacht haben.

### Linguistisch-archäologische Argumentationen mit anderen Modellen

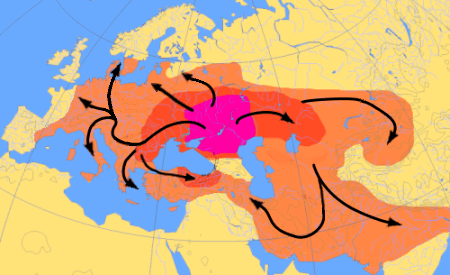
Karte der indoeuropäischen Migration von ca. 4000 bis 1000 v. Chr. (Kurgan-Hypothese). Die Einwanderung nach Anatolien könnte entweder über den Kaukasus oder über den Balkan stattgefunden haben.
Urheimat gemäß der Kurgan-Hypothese
indogermanisch sprechende Völker bis 2500 v. Chr.
Besiedlung bis 1000 v. Chr.

Als die Philologen vor 200 Jahren anfingen, die Sprache der Indogermanen zu erforschen, waren archäologische Forschungen noch unbekannt. Man war damals allein auf „sprachliche Indizien“ angewiesen. Das hat sich seit etwa 1950 mit einer intensiven Grabungstätigkeit geändert. Inzwischen liegt eine Fülle interessanter Bodenfunde von Archäologen vor, die von Sprachforschern genutzt werden, um ihre Vermutungen über die materielle Kultur der „frühen Indoeuropäer“ abzugleichen. Leider sei den Bodenfunden jedoch nicht zu entnehmen, welche Sprache ihre Benutzer sprachen.
Die Argumentationslinie der Kurgan- oder Steppenhypothese wird vor allem von dem US-amerikanischen Archäologen und Anthropologen David Anthony und von dem nordirischen James Patrick Mallory weiter verfolgt. Kathrin Krell bringt dagegen vor, dass die indogermanischen Sprachwurzeln viele Begriffe aus dem Ackerbau enthalten, während ihrer Darstellung nach die Kultur der Kurganstämme (engl.: kurgan tribes) auf reiner Viehwirtschaft basierte – doch dies widerspricht der oben referierten Lehrmeinung, dass es in eingeschränktem Maße auch Ackerbau gab.

Die Ausbreitung von Ackerbau und Viehzucht (Neolithische Revolution) vom Nahen Osten nach Europa ca. 6300–4000 v. Chr. ist für die Anatolien-Hypothese der Weg der Ausbreitung der indogermanischen Sprachfamilie, während die Steppentheorie bzw. Kurganhypothese die Ursprünge nördlich des Schwarzen Meeres (schwarze Pfeile des „Einflusses auf eindeutig einheimische Kulturen“) verortet.

Ein anderes Einwanderungsszenario bildet die Anatolien-Hypothese von Colin Renfrew, die von einer allmählichen und friedfertigen Ausbreitung einer indoeuropäischen Ackerbauernkultur im Rahmen der Neolithisierung Europas ausgeht. Diese Hypothese findet kaum noch Befürworter. So schreibt Fortson: “That they or their ancestors did not originally inhabit Anatolia is certain (in spite of the controversy mentioned in § 2..71).” In The Prehistory of Asia Minor schreibt B. S. Düring: “On balance, the hypothesis that Indo-European originated in Central Anatolia and spread along with the dispersal of farming is not convincing.”
Renfrew stellte der Kurgan-Hypothese die von ihm Ende der 1980er Jahre erstmals publizierte Anatolien-Hypothese entgegen. Er kritisiert die Kurgan-Hypothese vor allem in drei Punkten:
1. archäologisch: Die Kurgane seien Monumente einer sesshaften Kultur.
2. Erschlossene Wurzelwörter für Pflanzen und Tiere können ihre Bedeutung geändert haben und taugten nicht für Rückschlüsse auf ein bestimmtes geographisches Gebiet.
3. Das Gesamtbild sei nicht überzeugend; es sei unklar, was riesige Gruppen berittener Krieger veranlassen sollen hätte, zu Ende des Neolithikums nach Westen zu ziehen und den Vorbewohnern ihre Sprache aufzuzwingen.

Als dritte Hypothese vertreten die Sprachwissenschaftler Gamkrelidse und Iwanow den Raum südlich des Kaukasus als Ausgangspunkt der indogermanischen Ursprache und einer von hier aus in mehrere Richtungen erfolgenden indogermanischen Wanderung an. Diese sei vorwiegend ostwärts um das Kaspische Meer herum gelaufen (habe dort ihre tocharische bzw. nordindische Abspaltung erfahren) und sei dann westwärts in den nordpontischen Raum verlaufen.

#### Ursprung der Kurgankultur(en)
Zentraler Diskussionspunkt zwischen Vertretern der Anatolien-Hypothese und der Kurgan- bzw. Steppenhypothese ist die Frage der archäologisch-kulturellen (somit hypothetisch auch der sprachlichen) Ursprünge der frühesten Kulturen im Komplex von Gimbutas’ „Kurgankultur“, der Sredny-Stog-Kultur (ca. 4500–3500 v. Chr. in der mittleren und östlichen Ukraine), aus der sich die bedeutendste Jamnaja-Kultur (ca. 3600–2300 v. Chr., vom Uralfluss bis zu den Ost-Karpaten) entwickelte. Diese Diskussion ist die wichtigste archäologische Streitfrage zwischen Vertretern beider Hypothesen, denn auch die Anatolien-Hypothese erkennt die Kurganexpansion besonders aus der Jamnaja-Kultur an, sieht sie aber nur als Expansion östlicher Zweige der indogermanischen Sprachen, während die Kurganhypothese eine Expansion aller indogermanischen Dialekte aus der Sredny-Stog- und Jamnaja-Kultur annimmt. Es geht somit um die Kernfrage, ob die Kurganexpansion eine regionale Fortsetzung der neolithischen Ausbreitung der Ackerbauern und Viehzüchter aus Anatolien war oder eine Migrationsbewegung anderer Herkunft.

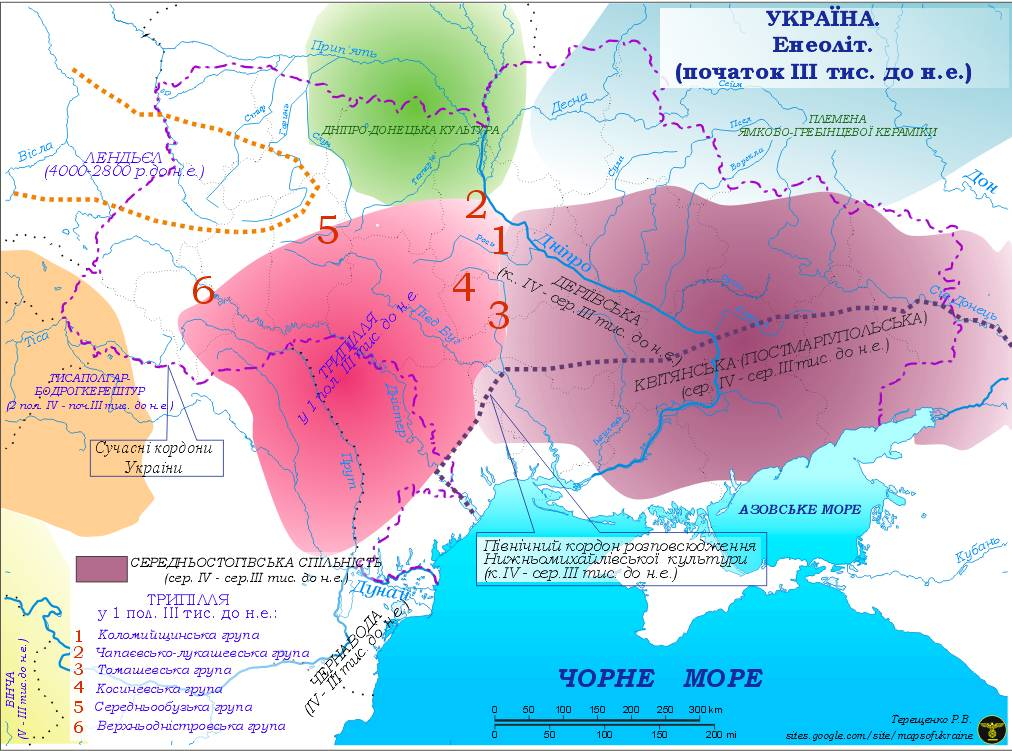
Koexistenz der späten sesshaften Trypillia-Kultur (rosa, westlich) und der halbnomadischen Sredny-Stog-Kultur (violett, östlich) Anfang 3. Jahrtausend v. Chr. mit Grenze in der Dnepr-Region

Vertreter der Anatolien-Hypothese betonen den archäologisch breiten Einfluss der Cucuteni-Tripolje-Kultur (ca. 5000–2750 v. Chr., ukrainisch auch Trypillia-Kultur) auf die Sredny-Stog- und Jamnaja-Kultur. Die Cucuteni-/Tripolje-/Trypillia-Kultur gehörte zur Kette der neolithischen Expansion der Landwirtschaft (nach jüngeren genetischen Untersuchungen waren es Einwanderungen von Ackerbauern und Viehzüchtern) aus Anatolien nach Südosteuropa. Sie breitete sich schrittweise über das heutige Rumänien zum Dnister und schließlich zum Dnepr in der Zentralukraine aus und wies eine für die europäische Jungsteinzeit dichte Besiedlung mit „Megasiedlungen“ (manchmal über 20.000 Einwohner) auf. Die Anatolien-Hypothese betont nach dem Kollaps dieser Kultur und dem Verlassen der Megasiedlungen nach 3000 v. Chr. ihren dominanten Einfluss auf die Sredny-Stog- und Jamnaja-Kultur, die sich nach Westen bis zu den Karpaten ausbreiteten, was so gedeutet wird, dass große Teile der einst dichten Trypillia-Population in diese frühen Kurgankulturen aufgingen und dabei nach Anatolien-Hypothese auch ihre Sprache an sie weitergegeben haben könnten. Die Erkenntnis, dass besonders die Bestattungsriten, Keramikstile, die Kenntnis der Kupfergewinnung, oder auch charakteristische Zepter und andere Elemente der Jamnaja-Kultur aus der Trypillia-Kultur kamen, ist in der ukrainischen Archäologie lange bekannt. Zuletzt vertrat auch der ukrainische Archäologe Juri Rassamakin die These einer weitgehenden Kontinuität der Population von Trypillia nach Sredny-Stog und Jamnaja, Dimitri Telehin vertrat die Hypothese, dass zumindest maßgebliche Eliten der Sredny-Stog- und Jamnaja-Kultur aus der Trypillia-Kultur stammten.

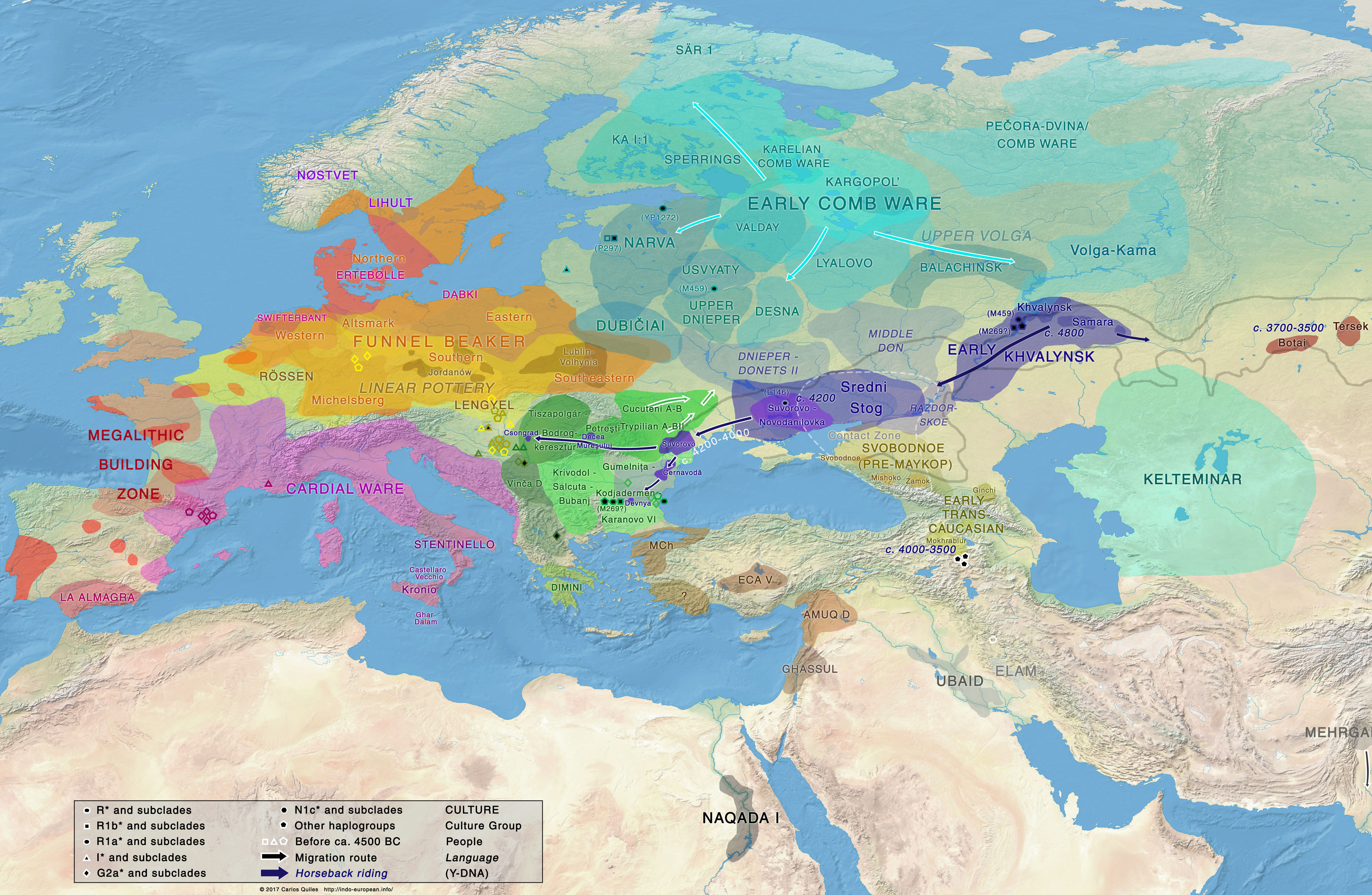
Kurgankulturen Chwalynsk-Kultur und Sredny-Stog-Kultur (dunkelblau) 5000–4000 v. Chr. Die blauen Migrationspfeile entsprechen der Sichtweise der Kurgan-Hypothese (beschriftet als Vermittlung von „Horseback riding“, des noch nicht bewiesenen Ursprungs des Pferdereitens in den Kurgankulturen). Im Osten (braun) auch die Botai-Kultur, die nicht zu den Expansionen der Kurgankulturen gehört. In hellblauen Farbtönen mutmaßlich finno-ugrisch-sprachige Kulturen, darunter die frühe Kammkeramische Kultur („Early Comb Ware“)

Befürworter der Kurgan-Hypothese halten dem entgegen, dass sich schon über 2000 bis 1000 Jahre vor dem Kollaps der Trypillia-Kultur nordöstlich an der mittleren Wolga mit der Samara-Kultur (um 5000 v. Chr.) und der bekannteren Chwalynsk-Kultur (ca. 4700–3800 v. Chr.) ein weiteres Zentrum von Ackerbau und Viehzucht gebildet hatte, wobei Viehzucht schon damals in der Waldsteppe die wichtigere Rolle spielte. Weil deren Träger neben Rindern und Schweinen auch Schafe züchteten, die in der Region nicht domestiziert werden können, wird geschlussfolgert, dass die Kenntnisse aus dem Nahen Osten vermittelt sein müssen, wo Wildschafe leben und domestiziert wurden. Weil nach ihrer Entstehung noch über 1000 Jahre im nördlich angrenzenden Waldgürtel und in den umgebenden ukrainischen und kasachischen Steppen nur Jäger- und Sammler-Kulturen existierten, geht man oft von einer Vermittlung aus dem Nahen Osten über den Kaukasus aus. Ob es sich dabei um eine Migration oder eine Vermittlung der Fähigkeiten an einheimische Bevölkerung handelte, ist nicht sicher. Die Mehrheit der Archäologen deutet die Befunde so, dass hier im Gegensatz zu Südosteuropa eine Vermittlung von Viehzucht und Ackerbau an Jäger und Sammler der mittleren Wolgaregion (nach Kurganhypothese die frühesten Sprecher des Proto-Indogermanischen) stattfand, keine breite Einwanderung von Ackerbauern und Viehzüchtern. Mit der Repin-Kultur (ca. 3800–3200 v. Chr., andere ordnen sie als späte Stufe der Chwalynsk-Kultur zu) expandierte dieser Kulturraum nach Südwesten ins Dongebiet und mit der westlicheren Sredny-Stog-Kultur (ca. 4500–3500 v. Chr.) auch allmählich ins zentralukrainische Dneprgebiet. Dort sollen die sesshafte Trypillia-Kultur und die stärker von der Viehzucht geprägte Sredny-Stog-Kultur (Basis ihrer Mobilität waren offenbar bereits Radwagen, deren zentrale Bedeutung durch häufige Wagengräber belegt ist, die auch für spätere Kurgankulturen typisch sind) mehrere Jahrhunderte nebeneinander existiert haben, bevor die Trypillia-Kultur unterging und ihre Nachkommen in alle Richtungen, aber kaum nach Osten migrierten. Vertreter der Kurganhypothese, besonders J. P. Mallory, betonen, dass der halbnomadische Lebensstil mit größerer Bedeutung der Viehzucht, damit ganz zentrale Elemente der Wirtschaftsweise und des Lebensstils und ihrer ideologisch-religiösen Manifestation in Wagengräbern von der Sredny-Stog- und Chwalynsk-Kultur an die spätere Jamnaja-Kultur vermittelt wurden, nicht von der Trypillia-Kultur. Auch Grabhügel (Kurgane) und spezielle Feuersteinbearbeitungen kamen eindeutig von der Chwalynsk- und Sredny-Stog-Kultur. Auch die Zepter müssen nicht von Typillia stammen, sondern kennt auch die Chwalynsk-Kultur. Mallory argumentiert weiter, dass auch die späte Trypillia-Keramik (die bunte Keramik der Frühzeit hatte noch keine Ähnlichkeit) anfangs von den Sredny-Stog- und Jamnaja-Leuten aus den verlassenen Megasiedlungen der Trypillia-Zeit entnommen und aus Prestige-Gründen kopiert sein könnte, den hauptsächlichen Einfluss auf die Jamnaja-Keramik sieht Mallory aber aus der Keramik der Chwalynsk- und Repin-Kultur. Damit wäre nur noch die Vermittlung des Kupferbergbaus und einige Bestattungssitten von der Trypillia-Kultur übernommen.
Allein mit Mitteln archäologisch-kultureller Indizien lässt sich die Zentralfrage der Herkunft der Jamnaja-Bevölkerung und damit der hypothetischen Herkunft ihrer Sprache aus Nordosten von der Wolga-Region oder aus Südwesten vom Balkan und ursprünglich aus Anatolien also besonders schlecht eindeutig klären. Hier spielen dann wieder die klassischen Argumente des sprachhistorisch erschlossenen Vokabulars des Urindogermanischen, die Teile der Indogermanistik schon im 19. Jahrhundert auf die Steppenregion nördlich des Schwarzen Meeres schließen ließen, eine Rolle. Insbesondere mit dem postulierten Substrat (eine Gruppe von Lehnwörtern) aus frühen finno-ugrischen Sprachen haben die Vertreter der Kurganhypothese ein Argument auf ihrer Seite, denn mit der mutmaßlich urfinnougrischsprachigen Kammkeramischen Kultur existierten diese Sprachen direkt nördlich der Chwalynsk-Kultur, während sie von Anatolien tausende Kilometer entfernt waren.
Eine breite archäogenetische Studie an Leichnamen der eurasischen Kupfersteinzeit bis zur skythischen Eisenzeit von Unterländer et al. (2017) der nur in weiblicher Linie vererbten mtDNA lieferte deutliche Indizien. Zunächst bestätigte sie erneut, dass die Ausbreitung von Ackerbau und Viehzucht, der neolithischen Revolution, über den Balkan nach Mittel- und Osteuropa mit der Linearbandkeramischen Kultur vorwiegend eine Zuwanderung aus dem Nahen Osten war. Die untersuchten über 40 Leichname aus dieser Kultur zeigten alle einen Anteil von über 75 % bis über 80 % genetische Marker, die für eine nahöstliche Herkunft sprechen, lediglich der Rest stammt von der Vorbevölkerung osteuropäischer Jäger und Sammler, die zu deutlich kleinerem Anteil in die Linearbandkeramiker aufging. Das gilt sicher ähnlich für die Cucuteni-/Trypillia-/Tripolje-Kultur, die östlichste unmittelbare Nachfolgerin und Weiterentwicklung der Linearbandkeramik. Im Kontrast dazu zeigten die zahlreichen untersuchten Leichname der frühen Jamnaja-Kultur in den südrussischen Regionen Samara und Kalmückien, der Poltavka-Kultur und der von Jamnaja weit nach Osten migrierten Afanassjewo-Kultur ohne Ausnahme keine genetischen Marker aus dem Nahen Osten. Die fehlenden populationsgenetischen Verbindungen zwischen Trypillia und Jamnaja/Poltavka/Afanassjewo zumindest in weiblich vererbter Linie der mtDNA machen selbst die von Telehin vorgeschlagene Sprachübertragung durch eine schmale Oberschicht aus der Trypillia-Kultur sehr unwahrscheinlich. Wenn weitere Untersuchungen dies bestätigen, schließt es diese Möglichkeit nahezu aus und macht die Hypothese von Mallory et al. einer Sprachübertragung aus der Chwalynsk- und Samara-Kultur am wahrscheinlichsten, denn die Jamanaja-Leute zeigen dieselbe genetische Herkunft zu über der Hälfte von osteuropäischen Jäger- und Sammler-Urbevölkerungen und unter der Hälfte von kaukasischen Jägern und Sammlern, die auch die Leichname der kupfersteinzeitlichen Samara- (mit Chwalynsk-) Kultur und der frühen bronzezeitlichen südrussischen Leichname aufweisen. Schließlich zeigen die Befunde von Unterländer et al. einen sehr geringen Anteil nahöstlicher genetischer Marker (deutlich unter 10 %) bei Bestatteten östlicherer Kulturen des Kurgan-Komplexes der Wolga-Ural-Mittelasien-Regionen (Potapovka-Kultur, Sintaschta-Kultur, Andronowo-Kultur), der in der Ukraine lange Zeit nicht feststellbar ist, sich hierher erst sehr spät, mit der spätbronzezeitlichen Srubna-Kultur ausbreitete. Das kann als Indiz gewertet werden kann, dass die archäologisch vermutete frühe Ausbreitung der Kenntnis von Viehzucht und Ackerbau zuerst an die Wolga aus dem Nahen Osten über den Kaukasus stimmen dürfte, die aber im Unterschied zur linearbandkeramischen Ausbreitung über den Balkan nur von einer sehr kleinen Einwanderergruppe vermittelt wurde.

### Genetische Verortung der Indogermanen
Seit Mitte der 1990er Jahre erhielt die Kurgan-Hypothese durch Übereinstimmungen genetischer Merkmale der heutigen Europäer mit der Ausbreitung der indogermanischen Sprachen neue Argumente. Die Forschungen wurden vor allem von Luigi Luca Cavalli-Sforza vorgelegt. Er unterstützte die Theorie von Gamkrelidze und Iwanow, die er als spätere Auswanderungswelle nach einer frühen Anatolien-Expansion sah. Die Annahme einer Migration von Indogermanen bereits im Neolithikum und der Kupferzeit gilt heute als überholt.
Die Arbeiten von Professor Johannes Krause am Max-Planck-Institut für evolutionäre Anthropologie erbrachten nach 2014 über aDNA-Analysen den Nachweis, dass die erste Migrationswelle aus Anatolien den Ackerbau nach Europa brachte (Frühe europäische Bauern) und die vormaligen Jäger und Sammler (Westeuropäische Jäger und Sammler) in Süd-, Mittel- und Westeuropa teilweise verdrängten. Etwa um 4500 v. Chr. lässt sich jedoch eine zweite Migrationswelle feststellen, deren genetische Merkmale auf die Jamnaja-Kultur weisen (Ancient North Eurasians). Diese Welle aus Osteuropa hat zumindest in Mitteleuropa die vormaligen Siedler nahezu vollständig ersetzt und ist archäologisch mit der Schnurkeramik korreliert. In Nordeuropa findet sich heute der höchste Anteil der alten Jäger- und Sammler-Bevölkerung, die etwa bei Esten einen Anteil von 50 % im Erbgut ausmachen. Der Befund stützt in der Verortung der Indogermanen sowohl die Kurgan-Hypothese als auch die Anatolien-Hypothese.